# James C. Fletcher

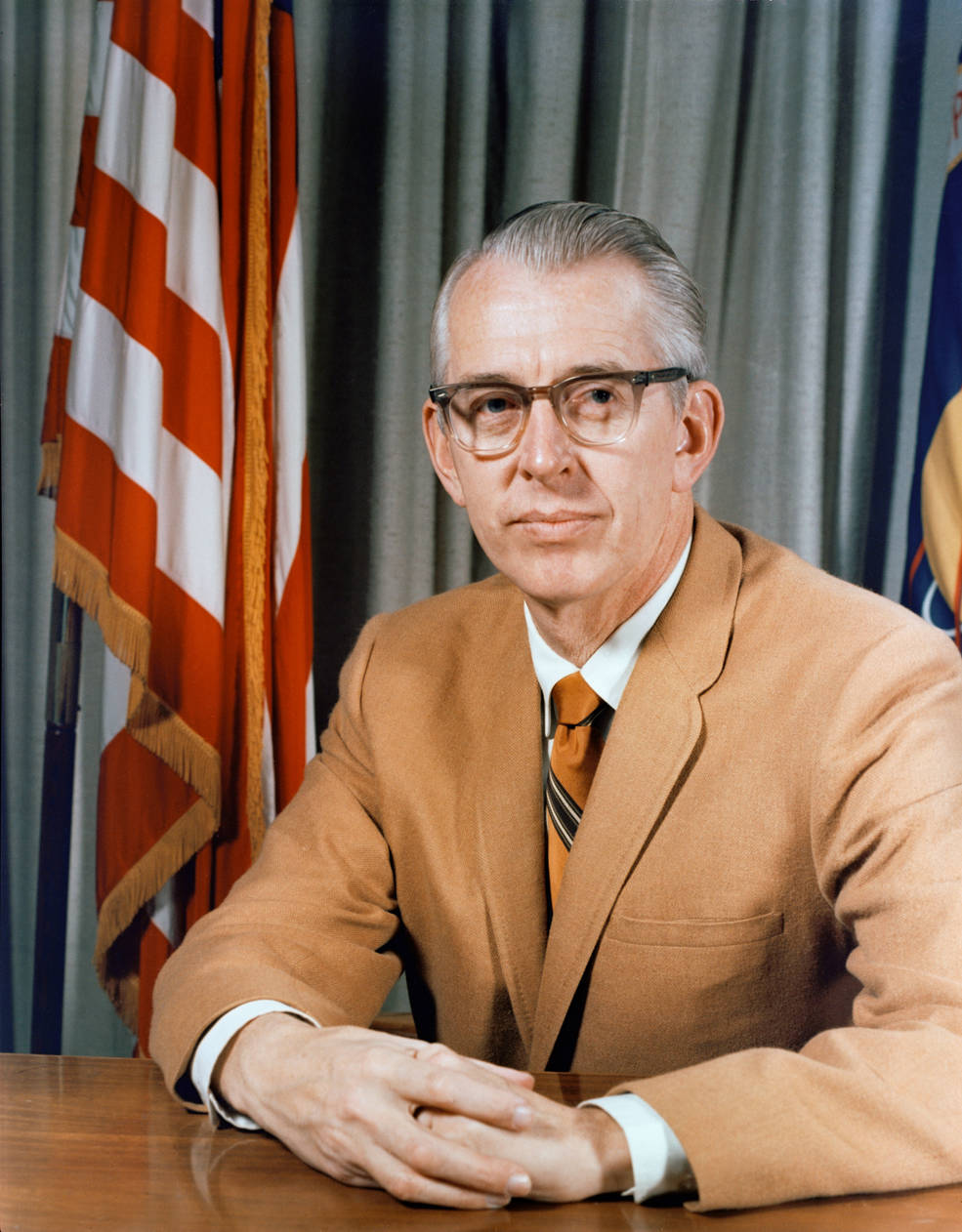
James C. Fletcher

James Chipman Fletcher (* 5. Juni 1919 in Millburn, New Jersey, Vereinigte Staaten; † 22. Dezember 1991 in Washington, D.C.) war ein US-amerikanischer Physiker. Von 1964 bis 1971 war er Präsident der University of Utah, anschließend vom 27. April 1971 bis zum 1. Mai 1977, sowie vom 12. Mai 1986 bis zum 8. April 1989 der vierte und siebte Leiter der US-Weltraumbehörde NASA.

## Leben
Fletcher wurde in Millburn im US-Bundesstaat New Jersey geboren. Sein Vater war der Physiker Harvey Fletcher. Er erlangte einen undergraduate degree in Physik von der Columbia University und 1948 einen Ph.D. in Physik vom California Institute of Technology. Nachdem er Forschungs- und Lehrstellen an den Universitäten Harvard und Princeton hielt, trat er 1948 in die Hughes Aircraft Company ein. Später arbeitete er bei der Ramo-Wooldridge Corporation  in der Abteilung für Lenkwaffen.
Fletcher war 1958 Mitbegründer der Space Electronics Corporation in Glendale, Kalifornien, die nach einer Fusion zur Space General Corporation wurde. Später wurde er als System-Vizepräsident der Aerojet General Corporation in Sacramento, Kalifornien ernannt. 1964 wurde er Präsident der University of Utah, eine Position, die er bis zu seiner Ernennung als NASA-Administrator im Jahr 1971 innehatte.
Während seiner ersten Amtszeit als Administrator bei der NASA erhielt Fletcher die Erlaubnis, das Space Shuttle zu entwickeln. Daneben war er verantwortlich für das Viking-Programm, das zwei Lander zum Mars sandte, leitete die Skylab-Missionen und genehmigte das Voyager-Programm sowie das Apollo-Sojus-Test-Projekt.
1972 wurde er in die American Academy of Arts and Sciences gewählt.
Als Fletcher 1977 die NASA verließ, wurde er ein selbständiger Berater in McLean, Virginia. Daneben arbeitete er in der Fakultät der University of Pittsburgh. Während der neun Jahre zwischen seinen Amtszeiten als NASA-Administrator war Fletcher als Berater aktiv für bedeutende staatliche Führungskräfte, die in die Planung der Raumfahrtpolitik beteiligt waren. Neben anderen Tätigkeiten diente er dem Beirat, der an der Entwicklung der Strategic Defense Initiative beteiligt war.
Während seiner zweiten Amtszeit bei der NASA war er in hohem Maße in die Bemühungen involviert, das Challenger-Unglück aufzuarbeiten. Nach dem Unglück ging das Shuttle-Programm in eine zweijährige Unterbrechung. Während dieser Zeit arbeitete die NASA daran, die Solid Rocket Booster zu überarbeiten und ihre Managementstrukturen umzugestalten. Fletcher versicherte, dass die NASA wieder stark in die Sicherheit und die Verlässlichkeit des Programms investiert, Änderungen an der Organisationsstruktur für eine Verbesserung der Effizienz vorgenommen, sowie das Managementsystem restrukturiert habe. Er beaufsichtigte eine komplette Überarbeitung verschiedener Bestandteile des Shuttles, wodurch die Sicherheit erhöht werden sollte. In der Zeit wurde auch eine Notausstiegsmöglichkeit für die Astronauten entwickelt. Er hatte die Aufsicht über die Weltraumagentur, als die Shuttle am 29. September 1988 die Flüge wieder aufnahmen. Während seiner Zeit als Administrator stimmte er auch dem Hubble-Programm zu.
Fletcher starb am 22. Dezember 1991 an Lungenkrebs in seinem Haus in einem Vorort von Washington, D.C.